# Fosen (Stamm)

Karte der germanischen Stämme um 50 n. Chr.: Die Farben zeigen die Einteilung in Gruppen nach Erkenntnissen der Archäologie. Die Positionierung der Fosen ist spekulativ.

Die Fosen (auch Foser, lateinisch Fosi, in einigen, schlechteren Handschriften auch Fusi) waren ein kleiner, nur von Tacitus erwähnter germanischer Volksstamm im Westen Mitteleuropas.

## Erwähnung durch Tacitus
Er erwähnt sie in nur einem Satz im Zusammenhang mit dem Fall der Cherusker:

“Tracti ruina Cheruscorum et Fosi, contermina gens; adversarum rerum ex aequo socii sunt, cum in secundis minores fuissent.”

„In den Niedergang der Cherusker wurden auch die Foser, ein benachbarter Stamm, gezogen. Im Unglück sind sie gleichermaßen Genossen, während sie im Glück Geringere waren.“

## Moderne Interpretationen
Der Ausdruck 'Geringere' (lat.: minores) bei dieser Erwähnung kann auch im Sinne einer Unterordnung verstanden werden.
Wegen der lautlichen Ähnlichkeit vermutete man ihr Siedlungsgebiet an der Fuhse zwischen Salzgitter und Celle. Da dies etymologisch unwahrscheinlich ist, ist eine nähere Lokalisierung der Fosen nicht möglich.
Ludwig Schmidt, der diese etymologische Argumentation schon kannte, schloss wegen des Berichts über eine Ausbuchtung des Gebiets der Chauken, die an das Gebiet der Chatten grenzte, und einer Nachricht über die Verdrängung der Brukterer durch die Angrivarier auf die Vertreibung der Angrivarier und die Unterwerfung der Cherusker durch die Chauken, während die ältere Forschung wegen der Erwähnung der siegreichen Chatten, die Tacitus den Cheruskern gegenüberstellt, eine Unterwerfung der Cherusker durch die Chatten annahm. Daher sah er für die Fosen ein Gebiet am "Nordfuß des Wiehengebirges" als naheliegend an, nachdem er zuvor eine Lokalisierung in der Altmark vertrat. In Bezug auf die Verbindung der Fosen zu den Cheruskern war er vorsichtig und sprach nur davon, dass sie "in enger Verbindung mit den Cheruskern erscheinen" und "in den Niedergang jener mit hineingezogen wurden".
Heute wird demgegenüber meist davon ausgegangen, dass die Cherusker durch andauernde Konflikte ihre Königssippe als Fokus der Selbstwahrnehmung, als sogenannten Traditionskern, verloren und sich dann allmählich benachbarten Stämmen, unter die auch die schon erwähnten Angrivarier, Chatten und Chauken zu zählen sind, assimilierten. Gemäß der Analogie des Tacitus hat dies auch seine Bedeutung für die Interpretation des Schicksals der Fosen. Ihre Lokalisierung gilt weiterhin als nicht möglich.

## Quelle
- Tacitus, Germania 36